# Арија Баби
Арија Баби је праисторијско налазиште, смештено изнад Лепенског Вира. 
Неолитско насеље Арија Баби 1 налази се непосредно уз Ђердапску магистралу, датовано у средњи неолит (развијена фаза старчевске културе).  
На локалитету Арија Баби 2, на источним падинама Кошобрда, откривени су трагови насељавања из енеолита (Костолац-Коцофени културна група), средњег бронзаног (гамзиградска култура) и старијег гвозденог доба (рана култура Басараби).